# Hùng Dũng
Hùng Dũng là một xã cũ thuộc huyện Hưng Hà, tỉnh Thái Bình, Việt Nam.

## Địa lý
Xã Hùng Dũng có vị trí địa lý:
- Phía đông giáp các xã Dân Chủ, Duyên Hải, Văn Cẩm
- Phía nam giáp xã Thống Nhất
- Phía tây giáp xã Đoan Hùng
- Phía bắc giáp xã Điệp Nông.

Xã có diện tích 4,80 km², dân số năm 2022 là 6.359 người, mật độ dân số đạt 1.324 người/km².

## Hành chính
Xã Hùng Dũng được chia thành 4 thôn: Cập, Nhân Phú (tức Nhân Lý và Phú Giáo), Hà Lý, Trung Đẳng.

## Lịch sử
Vào thời phong kiến, phần đất xã Hùng Dũng là các làng (thời đó gọi là xã) Hà Lý, Trung Đẳng, (thôn Lang Nhân xã Lập Lễ, thôn Đa Phú xã Lập Lễ),... thuộc tổng Hà Lý huyện Duyên Hà phủ Tiên Hưng trấn Sơn Nam Hạ.
Ngày 28 tháng 9 năm 2024, Ủy ban Thường vụ Quốc hội ban hành Nghị quyết số 1201/NQ-UBTVQH15 về việc sắp xếp đơn vị hành chính cấp xã của tỉnh Thái Bình giai đoạn 2023 – 2025 (nghị quyết có hiệu lực từ ngày 1 tháng 11 năm 2024). Theo đó, thành lập xã Quang Trung trên cơ sở toàn bộ 4,80 km² diện tích tự nhiên và quy mô dân số là 6.359 người của xã Hùng Dũng.

## Xã hội
Giáo dục trên địa bàn xã Hùng Dũng có:
- Trường Tiểu học Hùng Dũng
- Trường THCS Hùng Dũng
- Trường THPT Đông Hưng Hà.